# Elezione del Presidente del Senato del 1967
L'elezione del presidente del Senato del 1967 per la IV legislatura della Repubblica Italiana si è svolta l'8 novembre 1967.
Il presidente del Senato uscente, in quanto dimissionario a causa delle polemiche sollevate dopo aver espresso una profonda critica al progetto delle Regioni, è Cesare Merzagora. Presidente provvisorio è il vicepresidente Giuseppe Spataro.
Presidente del Senato della Repubblica, eletto al I scrutinio, è Ennio Zelioli-Lanzini.

## L'elezione

### Preferenze per Ennio Zelioli-Lanzini
| Scrutinio | Voti | Percentuale |
| --------- | ---- | ----------- |
| I         | 145  | 54,1%       |

## 8 novembre 1967

### I scrutinio
Per la nomina è richiesta la maggioranza assoluta dei votanti.
| Dati votazione | Dati votazione |  | Nome                  | Nome | Voti |
| -------------- | -------------- |  | --------------------- | ---- | ---- |
| Presenti       | 268            |  | Ennio Zelioli-Lanzini | 145  |      |
| Votanti        | 268            |  | Simone Gatto          | 86   |      |
| Astenuti       | 0              |  | Voti dispersi         | 6    |      |
| Maggioranza    | 135            |  | Schede bianche        | 31   |      |
|                |                |  | Schede nulle          | 0    |      |

Risulta eletto: Ennio Zelioli Lanzini